# Brajnovac
Brajinovac (cyr. Брајновац) – wieś w Serbii, w okręgu pomorawskim, w gminie Rekovac. W 2011 roku liczyła 219 mieszkańców.